# Екорпен
Екорпен (фр. Ecorpain) насеље је и општина у западној Француској у региону Лоара, у департману Сарт која припада префектури Ман.
По подацима из 2011. године у општини је живело 313 становника, а густина насељености је износила 14,44 становника/km². Општина се простире на површини од 21,26 km². Налази се на средњој надморској висини од n. c. метара (максималној 181 m, а минималној 128 m).

## Демографија
| 1962. | 1968. | 1975. | 1982. | 1990. | 1999. | 2011. |
| ----- | ----- | ----- | ----- | ----- | ----- | ----- |
| 473   | 433   | 354   | 316   | 315   | 307   | 313   |

График промене броја становника у току последњих година